# لوكاس كويلو
لوكاس كويلو (بالبرتغالية: Lucas Heinzen Coelho‏) هو لاعب كرة قدم برازيلي، ولد في 20 يوليو 1994 في لاخيس في البرازيل. لعب مع غريميو بورتو أليغرينزي ونادي غوياس.

## وصلات خارجية
- لوكاس كويلو على موقع قاعدة بيانات كرة القدم.إي يو (الإنجليزية)
- لوكاس كويلو على موقع Soccerway.com (الإنجليزية)
- لوكاس كويلو على موقع عالم كرة القدم.نت (الإنجليزية)